# Saint-Lézin

Saint-Lézin este o comună în departamentul Maine-et-Loire, Franța. În 2009 avea o populație de 772 de locuitori.